# ونت ورث، میسوری
ونت ورث (به انگلیسی: Wentworth) یک روستا (ایالات متحده آمریکا) در ایالات متحده آمریکا است که در شهرستان نیوتون، میزوری واقع شده‌است.
 ونت ورث ۰٫۴۸ کیلومتر مربع مساحت و ۱۵۱ نفر جمعیت دارد و ۳۷۳ متر بالاتر از سطح دریا واقع شده‌است.